# Campeonato Europeo de Ciclismo en Ruta de 2018
El III Campeonato Europeo de Ciclismo en Ruta se realizó en Glasgow (Reino Unido) entre el 5 y el 12 de agosto de 2018, bajo la organización de la Unión Europea de Ciclismo (UEC) y la Federación Británica de Ciclismo.
Las competiciones para ciclistas sub-23 fueron realizadas entre el 12 y el 15 de julio en dos localidades de la República Checa: las carreras contrarreloj en Brno y las de ruta en Zlín.
El campeonato constó de carreras en las especialidades de contrarreloj y de ruta, en las divisiones élite masculino, élite femenino, femenino sub-23 y masculino sub-23. En total se otorgaron ocho títulos de campeón europeo.

## Programa
El programa de competiciones es el siguiente:
| Día                           | Prueba                        | Trayecto                  | Distancia (km) | Ganador                             |
| ----------------------------- | ----------------------------- | ------------------------- | -------------- | ----------------------------------- |
| Pruebas en la República Checa |                               |                           |                |                                     |
| 12 de julio                   | Contrarreloj sub-23 femenina  | Brno · ( República Checa) | 24,0           | Aafke Soet · ( Países Bajos)        |
| 13 de julio                   | Contrarreloj sub-23 masculina | Brno · ( República Checa) | 24,0           | Edoardo Affini · ( Italia)          |
| 14 de julio                   | Ruta sub-23 femenina          | Zlín · ( República Checa) | 108,0          | Nikola Nosková · ( República Checa) |
| 15 de julio                   | Ruta sub-23 masculina         | Zlín · ( República Checa) | 140,4          | Marc Hirschi · ( Suiza)             |
| Pruebas en el Reino Unido     |                               |                           |                |                                     |
| 5 de agosto                   | Ruta élite femenina           | Glasgow ( Reino Unido)    | 130,0          | Marta Bastianelli · ( Italia)       |
| 8 de agosto                   | Contrarreloj élite femenina   | Glasgow ( Reino Unido)    | 32,0           | Ellen van Dijk · ( Países Bajos)    |
| 8 de agosto                   | Contrarreloj élite masculina  | Glasgow ( Reino Unido)    | 45,0           | Victor Campenaerts · ( Bélgica)     |
| 12 de agosto                  | Ruta élite masculina          | Glasgow ( Reino Unido)    | 230,0          | Matteo Trentin · ( Italia)          |

1. ↑  Circuito de 14,4 km – 9 vueltas.
2. ↑  Circuito de 14,4 km – 16 vueltas.

## Resultados

### Masculino
- Contrarreloj individual

| Puesto | Ciclista              | País     | Tiempo   |
| ------ | --------------------- | -------- | -------- |
| Oro    | Victor Campenaerts    | Bélgica  | 53:38,78 |
| Plata  | Jonathan Castroviejo  | España   | 53:39,41 |
| Bronce | Maximilian Schachmann | Alemania | 54:06,16 |

- Ruta

| Puesto | Ciclista             | País         | Tiempo  |
| ------ | -------------------- | ------------ | ------- |
| Oro    | Matteo Trentin       | Italia       | 5:50:02 |
| Plata  | Mathieu van der Poel | Países Bajos | 5:50:02 |
| Bronce | Wout van Aert        | Bélgica      | 5:50:02 |

### Femenino
- Contrarreloj individual

| Puesto | Ciclista             | País         | Tiempo   |
| ------ | -------------------- | ------------ | -------- |
| Oro    | Ellen van Dijk       | Países Bajos | 41:39,70 |
| Plata  | Anna van der Breggen | Países Bajos | 41:41,83 |
| Bronce | Trixi Worrack        | Alemania     | 42:48,29 |

- Ruta

| Puesto | Ciclista          | País         | Tiempo  |
| ------ | ----------------- | ------------ | ------- |
| Oro    | Marta Bastianelli | Italia       | 3:28:15 |
| Plata  | Marianne Vos      | Países Bajos | 3:28:15 |
| Bronce | Lisa Brennauer    | Alemania     | 3:28:15 |

### Masculino sub-23
- Contrarreloj individual

| Puesto | Ciclista        | País      | Tiempo   |
| ------ | --------------- | --------- | -------- |
| Oro    | Edoardo Affini  | Italia    | 29:26,53 |
| Plata  | Izidor Penko    | Eslovenia | 29:52,24 |
| Bronce | Markus Wildauer | Austria   | 29:58,31 |

- Ruta

| Puesto | Ciclista         | País    | Tiempo  |
| ------ | ---------------- | ------- | ------- |
| Oro    | Marc Hirschi     | Suiza   | 3:58:14 |
| Plata  | Victor Lafay     | Francia | 3:58:14 |
| Bronce | Fernando Barceló | España  | 3:58:14 |

### Femenino sub-23
- Contrarreloj individual

| Puesto | Ciclista       | País            | Tiempo   |
| ------ | -------------- | --------------- | -------- |
| Oro    | Aafke Soet     | Países Bajos    | 33:24,34 |
| Plata  | Lisa Klein     | Alemania        | 34:29,99 |
| Bronce | Nikola Nosková | República Checa | 34:32,55 |

- Ruta

| Puesto | Ciclista            | País            | Tiempo  |
| ------ | ------------------- | --------------- | ------- |
| Oro    | Nikola Nosková      | República Checa | 3:31:47 |
| Plata  | Aafke Soet          | Países Bajos    | 3:35:36 |
| Bronce | Letizia Paternoster | Italia          | 3:39:02 |

## Medalleros
En Brno/Zlín
| Núm. | País            | Oro | Plata | Bronce | Total |
| ---- | --------------- | --- | ----- | ------ | ----- |
| 1    | Países Bajos    | 1   | 1     | 0      | 2     |
| 2    | Italia          | 1   | 0     | 1      | 2     |
| 2    | República Checa | 1   | 0     | 1      | 2     |
| 4    | Suiza           | 1   | 0     | 0      | 1     |
| 5    | Alemania        | 0   | 1     | 0      | 1     |
| 5    | Eslovenia       | 0   | 1     | 0      | 1     |
| 5    | Francia         | 0   | 1     | 0      | 1     |
| 8    | Austria         | 0   | 0     | 1      | 1     |
| 8    | España          | 0   | 0     | 1      | 1     |
|      | TOTAL           | 4   | 4     | 4      | 12    |

En Glasgow
| Núm. | País         | Oro | Plata | Bronce | Total |
| ---- | ------------ | --- | ----- | ------ | ----- |
| 1    | Italia       | 2   | 0     | 0      | 2     |
| 2    | Países Bajos | 1   | 3     | 0      | 4     |
| 3    | Bélgica      | 1   | 0     | 1      | 2     |
| 4    | España       | 0   | 1     | 0      | 1     |
| 5    | Alemania     | 0   | 0     | 3      | 3     |
|      | TOTAL        | 4   | 4     | 4      | 12    |

## Medallero total
| Núm. | País            | Oro | Plata | Bronce | Total |
| ---- | --------------- | --- | ----- | ------ | ----- |
| 1    | Italia          | 3   | 0     | 1      | 4     |
| 2    | Países Bajos    | 2   | 4     | 0      | 6     |
| 3    | Bélgica         | 1   | 0     | 1      | 2     |
| 3    | República Checa | 1   | 0     | 1      | 2     |
| 5    | Suiza           | 1   | 0     | 0      | 1     |
| 6    | Alemania        | 0   | 1     | 3      | 4     |
| 7    | España          | 0   | 1     | 1      | 2     |
| 8    | Eslovenia       | 0   | 1     | 0      | 1     |
| 8    | Francia         | 0   | 1     | 0      | 1     |
| 10   | Austria         | 0   | 0     | 1      | 1     |
|      | TOTAL           | 8   | 8     | 8      | 24    |